# 横山復次
横山 復次（よこやま またつぐ、1908年（明治41年）10月2日 - 1990-93年（平成2-5年） ）は、日本の薬学者であり教育者でもある。長崎医科大学教授（現・長崎大学医学部）を務めた後、岐阜薬科大学教授、エーザイ研究所長 。長崎医科大学時代に長崎原爆を経験した。岡山県出身。

## 経歴

### 生い立ち
1908年（明治43年）に岡山県に生まれる。その後、1923年（大正12年）旧制岡山県立高梁中学校（現・岡山県立高梁高等学校）に入学、卒業を経て、1928年（昭和3年）第一高等学校理科乙類へ入学し、1931年（昭和6年）同校を卒業。同年に東京帝国大学医学部薬学科へ入学、1934年（昭和9年）3月に同大学を卒業し、助手として京都帝国大学薬学科で薬学研究を続けた。

### 長崎での原爆体験
その後、横山に転機が訪れるのは、1943年（昭和18年）であり、当時の長崎医科大学教授となった。しかし、この頃になると第二次世界大戦における日本の戦況が悪化していた。そのため、1945年6月頃になると、薬学部の1、2年生は学徒動員されて、九州内の工場で働かされた。横山も、薬学部の1年生を引率して、熊本県水俣市の日窒工場へ労働派遣された。この頃には、米国のB29爆撃機より日本各地が無差別爆撃され、横山が派遣された工場も例外では無かった。これにより、工場の生産は壊滅的打撃を受け、工場での仕事は生産従事よりも、爆撃後の瓦礫の片付けが殆どだった。これでは仕事にならないため、予定を切り上げて、横山は大学へ戻る予定だったが、帰宅する日の1945年8月8日にも米国の大規模爆撃が水俣市を襲い、防空壕付近に落ちた爆弾により、医科大学の学生が負傷。その看病に追われたため、帰宅予定を遅らせた。
その翌日、1945年8月9日の昼頃、学生の看病に当たっていた横山の病室の窓が大閃光と共に音を立てて波打った。後に米国による長崎への原爆投下だと判明するが、幸運にも横山は生き延びる。尚、長崎医科大学に残っていた多くの教授や学生が命を落としており、その中には同郷出身の高木純五郎教授もいた。軍からの電話により、「特殊爆弾により長崎全滅」の報を受けた横山は、急ぎ長崎市内へ戻ることとなった。とは言うものの、前日の無差別爆撃で鉄道インフラの鹿児島本線は壊滅しており、水俣市から熊本市まで八代市経由で、炎天下を三日三晩歩き続けた。熊本からは電車で佐賀まで行った。その際、中継地点の佐賀駅には、長崎の原爆から逃れようと沢山の被爆者が佐賀駅へ殺到していた。その想像以上の酷さに横山は驚いた。
長崎駅に着くと、走って大学へ戻った。急ぎ被爆者の手当に当たったが、薬品も少なく、思ったように手当てできなかった。また、伝染病が流行しないように死体は早めに焼却する必要があり、既に横山自身も30体以上の遺体を焼却した。その中、同郷出身の高木純五郎教授も高木の妻が見守る中、焼却された。また、自身が長崎に教授として赴任する際に下宿し良く面倒を見てもらっていた、女将さんやその小学生の娘も家の中で黒焦げ状態で横山が発見し、自身の研究員も皆死亡した。横山は大きなショックを受けた。最終的には数百体の遺体焼却を行った。原爆を生き延びた教授も、被爆しており、名医と言われた角尾教授もその後まもなくして死亡した。

### 終戦後
終戦後、横山は、1946年2月から3月にかけて、旧制中学卒業生を対象に旧制高校進学準備を行う短期の教育プログラムに参加した。このプログラムは、終戦で帰郷した青年たちが学業を放棄し、社会で虚脱状態に陥っていたことを受けて開始された。多くの青年たちが復学する意欲を失っており、社会問題となっていたため、再教育と学業復帰を促進することが急務とされた。横山を初め医科大学の教授人はこれを使命と捉え、教育を通じて青年たちの再生を目指し、最終的に多くの学生を進学させることに成功した。
その後、まもなくして1949年（昭和24年）に岐阜薬科大学の薬品化学教室（現・薬品化学研究室）が新制大学に昇格すると同時に横山復次が教授に就任した。1956年（昭和31年）まで同大学で教授を務めた後、エーザイ研究所部長として招聘され、1970年（昭和45年）頃に、同社川島工場の工場長となり専務取締役となった。その後、長きに渡りエーザイの顧問を務めた。